# Leslie Valiant
Leslie Gabriel Valiant, nascut el 28 de març de 1949, és un informàtic teòric britànic.

## Educació
Valiant Va ser educat en el King's College, Cambridge, Imperial College de Londres i la Universitat de Warwick, on va rebre un Ph.D. en ciències de la computació el 1974.
Educat al King's College, Cambridge, Imperial College London i la Universitat de Warwick on va rebre el seu Ph.D. en ciències de computació el 1974.

## Carrera
Va començar dictant classes a la Universitat Harvard el 1982 i actualment és un T. Jefferson Coolidge Professor de Ciències de Computació i Matemàtiques Aplicades al Harvard School of Engineering and Applied Sciences. Abans de 1982 va ensenyar a més en la Universitat Carnegie Mellon, a la Universitat de Leeds, i a la Universitat d'Edimburg. El 2010 Valiant rep el Premi Turing.

## Investigació
Valiant és reconegut mundialment pel seu treball en ciències de la computació. Entre les seves principals contribucions a la complexitat computacional, es troba la seva introducció de la notació de Numeral-P-complet per explicar per què els problemes d'enumeració són intractables. També va introduir el model d'aprenentatge automàtic PAC, que va contribuir al desenvolupament d'aquesta teoria, i el concepte d'algoritmes hologràfics. Leslie Valiant també treballa en neurociència computacional, especialment en la comprensió de la memòria i l'aprenentatge.

## Premis i honors
Va rebre el Premi Nevanlinna el 1986, el Premi Knuth el 1997, i el premi atorgat per la EATCS el 2008. És membre de la Royal Society de Londres, de l'American Association for Artificial Intelligence, i de l'Acadèmia Nacional de Ciències dels Estats Units.
Un dels seus articles més significatius, escrit juntament amb Vijay Vazirani, demostra que si UNIQUE-SAT ∈ P, aleshores es compleix que NP = RP.
Valiant va rebre el Premi Turing de l'ACM, el 2010" per les seves transformadores contribucions a la teoria de la computació, inclosa la teoria de l'aprenentatge probable, aproximadament correcta, la complexitat de l'enumeració i de la computació algebraica, i teories de la computació paral·lela i distribuïda."